# Juan Bautista Leña Casas
Juan Bautista Leña Casas (Cabra, Córdoba, 16 de octubre de 1940) es un antiguo diplomático español.
Licenciado en Derecho, ingresó en 1974 en la carrera diplomática. Estuvo destinado en las representaciones diplomáticas españolas en los Países Bajos y Japón. Fue vocal asesor en el Departamento Internacional del Gabinete de la Presidencia del Gobierno, subdirector general de Filipinas y Asuntos del Pacífico, subdirector general de América del Norte y director general de la Oficina de Información Diplomática. En 1993 fue nombrado embajador de España en la República Popular China y, posteriormente, embajador en Japón. En 2003 fue designado embajador en Misión Especial y en junio de 2004 embajador de España en Argelia. De septiembre de 2008 a diciembre de 2010 fue embajador de España en Corea del Sur.